# Huba
Huba (fl. IX secolo) fu, secondo l'anonimo cronista autore delle Gesta Hungarorum, uno dei sette capitribù magiari che condusse il suo popolo nel bacino dei Carpazi nell'895.

## Biografia
Huba era alla guida della tribù ungara dei Kürt-Gyarmat e figurava tra i sette capitribù magiari insieme a Előd, Tas, Töhötöm, Ond, Kond, i quali avevano eletto come autorità assoluta tra di loro il principe Álmos. Secondo la cronaca medievale nota come Gesta Hungarorum, Huba fu inviato insieme ai capi Szoárd e Kadocsa dal gran principe Árpád a conquistare la regione settentrionale dell'Ungheria, una volta raggiunto il bacino dei Carpazi nell'895. Dopo aver fatto uso di arco e frecce, nonché di tecniche di guerra sconosciute alla maggior parte degli abitanti locali, Huba prese le città vicino a Nitra e scacciò le truppe di Zobor, il signore della guerra slavo attivo localmente, costringendolo a rifugiarsi in un'altra fortezza.
Così, al termine della battaglia, i prigionieri slavi furono portati al cospetto di Árpád che, dopo averli liberati, nominò Huba governatore dell'intera regione, concedendogli «le terre fino ai confini della foresta di Törzsök presso il fiume Žitava».

### Fonti primarie
- Anonimo notaio di re Béla, Gesta Hungarorum, traduzione di Martyn Rady e László Veszprémy, CEU Press, 2010, ISBN 978-963-9776-95-1.

### Fonti secondarie
- B. Hóman e G. Szekfű, Magyar Történet [Storia ungherese], Budapest, Király Magyar Egyetemi Nyomda, 1935.